# Ask.fm
Ask.fm je lotyšská sociální síť spuštěná 16. června 2010 Iļjou Terebinem. Uživatelé mohou anonymně či neanonymně psát otázky na zdi registrovaných uživatelů a ti na ně podle vlastní libosti mohou odpovědět nebo otázku smazat. Ask.fm je velice populární v Polsku, Německu, Itálií, České republice, Slovenské republice a Velké Británii.

## Historie
Ask.fm byl založen 16. června 2010. Web nabral vysokou popularitu až po 3 letech od jeho založení, roku 2013. V roce 2019 měl Ask.fm 215 milionů registrovaných uživatelů. 
Ask.fm patří mezi 1000 nejnavštěvovanějších webů světa.

## Služby
V dubnu 2011 byly na Ask.fm umožněny videoodpovědi na otázky přes webovou kameru. V květnu 2011 Ask umožnil další novinku a to označení ostatních uživatelů v otázkách pomocí @ například @askfm odkazuje na profil uživatele. V prosinci 2011 bylo v nastavení soukromí umožněno vypnutí anonymních otázek na profilu daného uživatele. Měsíc po tom se tato změna v nastavení stala velice užívaná. V červnu roku 2013 byla vytvořena oficiální aplikace pro iPhone a Android. V březnu roku 2014 Ask.fm povolil funkci nahrávat k odpovědím GIFy.

## Problémy
V letech 2012 a 2014 se tato stránka stala velkým zdrojem šířením šikany hlavně mezi mladistvými. Noviny The Sun, BT a Specsavers požadovaly zrušení tohoto webu z důvodu počtu sebevražd, kvůli anonymním nadávkám. Mezi tragické případy spojené s Ask.fm patří kauza Rebeccy Ann Sedvickové, která v roce 2013 spáchala sebevraždu.